# S.O.S. Emergência
S.O.S Emergência é um seriado de televisão brasileiro produzido pela TV Globo e exibido de 4 de abril até 19 de dezembro de 2010, em um total de 21 episódios. Criado e escrito por Daniel Adjafre e Marcius Melhem e dirigido por Mauro Mendonça Filho.
Bruno Garcia, Marisa Orth, Fernanda de Freitas e Ney Latorraca contracenaram na novela Bang Bang, respectivamente como Ben Silver, Úrsula McGold, Cathy McGold e Aquarius Lane.

## Sinopse
Profissionais do Hospital Isaac Rosenberg trabalham no hospital e recebem, a cada episódio, pacientes variados.

## Produção
A abertura do seriado é relacionado e varia em episódio, mantendo apenas o tema de abertura e os créditos.

## Exibição
A primeira temporada foi exibida de 4 de abril a 18 de julho de 2010, em 13 episódios; a segunda temporada foi exibida de 24 de outubro a 19 de dezembro de 2010.

### Reprise
Foi reexibida pelo Canal Viva de 17 de julho a 4 de dezembro de 2014.

## Elenco
| Ator                    | Personagem         | Temporadas | Temporadas |
| Ator                    | Personagem         | 1ª 2010    | 2ª 2010    |
| ----------------------- | ------------------ | ---------- | ---------- |
| Marisa Orth             | Dra. Michele T. S. |            |            |
| Bruno Garcia            | Dr. Wando Q. M.    |            |            |
| Fernanda de Freitas     | Dra. Evelin M. H.  |            |            |
| Ney Latorraca           | Dr. J. Solano      |            |            |
| Hugo Possolo            | Dr. Brenon H. T.   |            |            |
| Fábio Lago              | Enf. Anderson G.   |            |            |
| Cláudio Mendes          | Dr. Stênio D.      |            |            |
| Pedro Henrique Monteiro | Dr. Diego F.       |            |            |
| Renata Tobelem          | Dra. Cissa S.      |            |            |
| Mariana Bassoul         | Rosário Z.         |            |            |
| Maria Clara Gueiros     | Dra. Veruska L.    |            |            |
| Ana Carolina Dias       | Silene             |            |            |

## Audiência
O episódio de estreia do seriado marcou exatos 16,2 pontos de média, deixando a Rede Globo liderando isolada na audiência.  O episódio de estreia da segunda temporada marcou ainda mais, com liderança exata de 19.2 pontos com picos de 22, mesmo com o horário de exibição apertado.